# NGC 300
NGC 300 là một thiên hà xoắn ốc nằm trong chòm sao Ngọc Phu. Nó là một trong những thiên hà gần với nhóm Địa phương nhất và nó còn có thể nằm giữa  nhóm này với một nhóm khác là nhóm Sculptor. NGC 300 là một thiên hà sáng nhất trong năm thiên hà xoắn ốc chính của nhóm Sculptor. Từ điểm nhìn của Trái Đất, nó nghiêng một góc 42° và có những đặc điểm tương đồng với thiên hà Tam Giác. Đường kính của thiên hà này là 94000 năm ánh sáng, hơi nhỏ hơn Ngân Hà của chúng ta.
Vào ngày 23 tháng 5 năm 2010, Monard đã phát hiện ra một siêu tân tinh với cấp sao là 16 tên là SN 2010. Nó nằm ở 15",9 của hướng tây và 16",8 của hướng bắc tính từ tâm thiên hà ở tọa độ 00 55 04.86 -37 41 43.7.
NGC 300 và thiên hà vô định hình NGC 55 được xác định là thiên hà thành viên trong nhóm Sculptor, một nhóm thiên hà gần với chòm sao cùng tên. Tuy nhiên, các phương pháp xác định khoảng cách hiện tại đã chỉ ra rằng nó nằm ở phía trước. Theo như các dữ liệu quan sát được thì có lẽ như NGC 300 và NGC 55 tạo thành một cặp thiên hà tương tác hấp dẫn.
Có một nguồn phát ra tia X từ lõi của NGC 300 được định danh là NGC 300 X-1. Các nhà thiên văn học đã nghiên cứu rằng nó là một kiểu mới của lỗ đen đôi Wolf-Rayer. Nó cũng tương tự như IC 10 X-1. Chúng cũng có chung những đặc điểm là có chu kì quỹ đạo là gần 30 giờ và tia X phát ra với cường độ là gần 1×1038 ergs.